# Mídia interativa
Mídia interativa normalmente se refere a produtos e serviços digitais em sistemas baseados em computadores que respondem a ações do usuário com o conteúdo que apresentam, tais como, texto, animação gráfica, áudio, vídeo, etc.

## Terminologia
Embora a palavra mídia é plural, o termo mídia interativa é muitas vezes usado como um substantivo singular.
Mídia interativa está relacionada aos conceitos design de interação, new media, interatividade, interação homem-computador, cibercultura, cultura digital, e inclui casos específicos como, por exemplo, televisão interativa, narrativa interativa, publicidade interativa, arte algorítmica, videogames, social media, inteligência ambiente, realidade virtual e realidade aumentada.
Uma característica essencial da interatividade é que é mútuo: usuário e máquina, cada um assume um papel mais ou menos ativa (ver interação). Sistemas de computação mais interativo são para algum propósito humano e interagir com os seres humanos em contextos humanos.
Manovich reclama que "Em relação ao computador baseado em meios de comunicação, o conceito de interatividade é uma tautologia. Portanto, para chamar computador de mídia "interativo" não tem sentido - significa simplesmente afirmando o fato mais básico sobre computadores.
No entanto, o termo é útil para designar um corpo de identificação de práticas e tecnologias.
Qualquer forma de interface entre o consumidor final/audiência é o meio pode ser considerado interativo. Mídia interativa não é limitado a mídia eletrônica ou de mídia digital. Jogos de tabuleiros, livros tridimensionais, gamebooks e flip books são todos exemplos de impressão interativo por meios de comunicação.
Livros com um simples índice de conteúdo ou índice pode ser considerado interativo, devido à não-linear mecanismo de controle no meio, mas geralmente são consideradas não-interativo desde a maioria dos experiênter usuários e não-interativo de leitura seqüencial.